# 阿赫馬德汗
阿赫馬德汗，(Ахмет хан ?-1536年)，全名阿赫馬德沙·本·賈內什速檀，哈薩克汗國可汗(主力在汗國西部)，由1533年統治至1536年。
他是第四任可汗哈斯木汗的侄子。

## 生平
哈斯木汗死後，大概是在1521年左右，他的長子馬馬什成為了新的可汗。他的統治是短暫的。1522年，賈尼別克汗的後裔之間爆發了爭奪王位的內戰。當馬馬什汗於1523年被殺時，阿迪克速檀的兒子和賈尼別克汗的孫子之一塔伊爾汗繼位。在他的統治下，內戰仍在繼續。塔伊爾死後，托古姆被宣佈為新可汗，但七河流域的統治者拜答什和昔格納克的統治者阿赫馬德都不承認他的繼位，他們都自稱可汗。為了解決衝突，哈薩克汗國分裂為三個王國。阿赫馬德汗宣稱自己是中亞最強大的統治者，艾哈邁德汗自封為“Shah-i-Turan”（波斯語“圖蘭之王”），成為第一個獲得這一非傳統頭銜的哈薩克統治者。
1535年，阿赫馬德汗被哈薩克貴族阿齊茲速檀廢黜並推翻。六個月後的1536年，阿赫馬德再次統治錫爾河上游，並襲擊了擊敗他的諾蓋汗國，並俘虜了他和他的15 個兒子。阿赫馬德汗被諾蓋貴族阿爾查吉拉貝伊之子奧拉克·巴特爾殺死，他早些時候也被哈薩克人殺害。阿赫馬德死後，他控制的所有領土都被哈克納扎爾汗佔領，哈克納扎爾設法結束了各部的世仇，恢復哈薩克汗國的統一。